# Pecatonica
Pecatonica és una vila dels Estats Units a l'estat d'Illinois. Segons el cens del 2000 tenia 1.997 habitants.

## Demografia
Segons el cens del 2000, Pecatonica tenia 1.997 habitants, 791 habitatges, i 579 famílies. La densitat de població era de 621,8 habitants/km².
Dels 791 habitatges en un 38,8% hi vivien nens de menys de 18 anys, en un 60,7% hi vivien parelles casades, en un 8,8% dones solteres, i en un 26,7% no eren unitats familiars. En el 23,4% dels habitatges hi vivien persones soles l'11,9% de les quals corresponia a persones de 65 anys o més que vivien soles. El nombre mitjà de persones vivint en cada habitatge era de 2,52 i el nombre mitjà de persones que vivien en cada família era de 2,97.
Per edats la població es repartia de la següent manera: un 27,2% tenia menys de 18 anys, un 6,1% entre 18 i 24, un 30,8% entre 25 i 44, un 21% de 45 a 60 i un 14,9% 65 anys o més.
L'edat mediana era de 37 anys. Per cada 100 dones de 18 o més anys hi havia 89,9 homes.
La renda mediana per habitatge era de 47.361 $ i la renda mediana per família de 55.086 $. Els homes tenien una renda mediana de 40.900 $ mentre que les dones 27.143 $. La renda per capita de la població era de 20.420 $. Aproximadament el 3,6% de les famílies i el 4,7% de la població estaven per davall del llindar de pobresa.

## Poblacions properes
El següent diagrama mostra les poblacions més properes.